# О Джон Э
О Джон Э (кор. 오정애; род. 17 января 1984) — северокорейская тяжелоатлетка, призёр Олимпийских игр и чемпионата мира, а также победитель летней Универсиады.

## Биография
Родилась в 1984 году. В 2008 году завоевала бронзовую медаль Олимпийских игр в Пекине. После дисквалификации серебряного призёра к О Джон Э перешла серебряная медаль.